# Stiftskirche St. Bartholomäus (Płock)

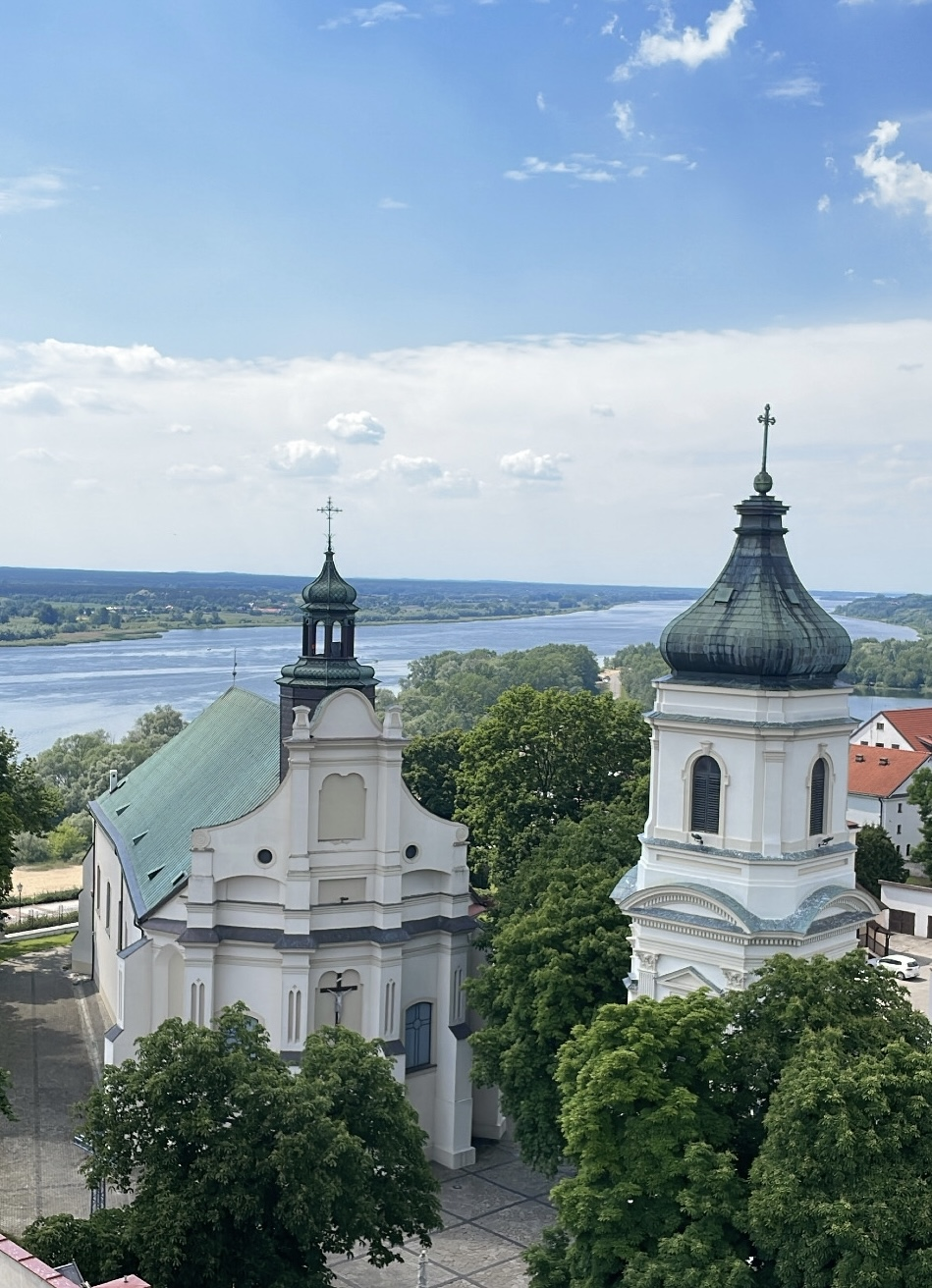
Płock, St. Bartholomäus

Die Stiftskirche St. Bartholomäus (poln. Kolegiata św. Bartłomieja) ist eine römisch-katholische Barockkirche in der Altstadt von Płock in der polnischen Woiwodschaft Masowien.

## Geschichte
Die Kirche wurde in der ersten Hälfte des 14. Jahrhunderts im gotischen Stil errichtet und 1356 vom Płocker Bischof Klemens geweiht. In den 1530er Jahren wurde sie von dem örtlichen Stadtarchitekten Giovanni Battista im Renaissance-Stil umgebaut und später mit barocken Elementen ausgestattet. Um 1700 wurde ein freistehender barocker Glockenturm hinzugefügt. 1732 wurde sie zur Stiftsbasilika erhoben. 